# بیرترکس استودیوز

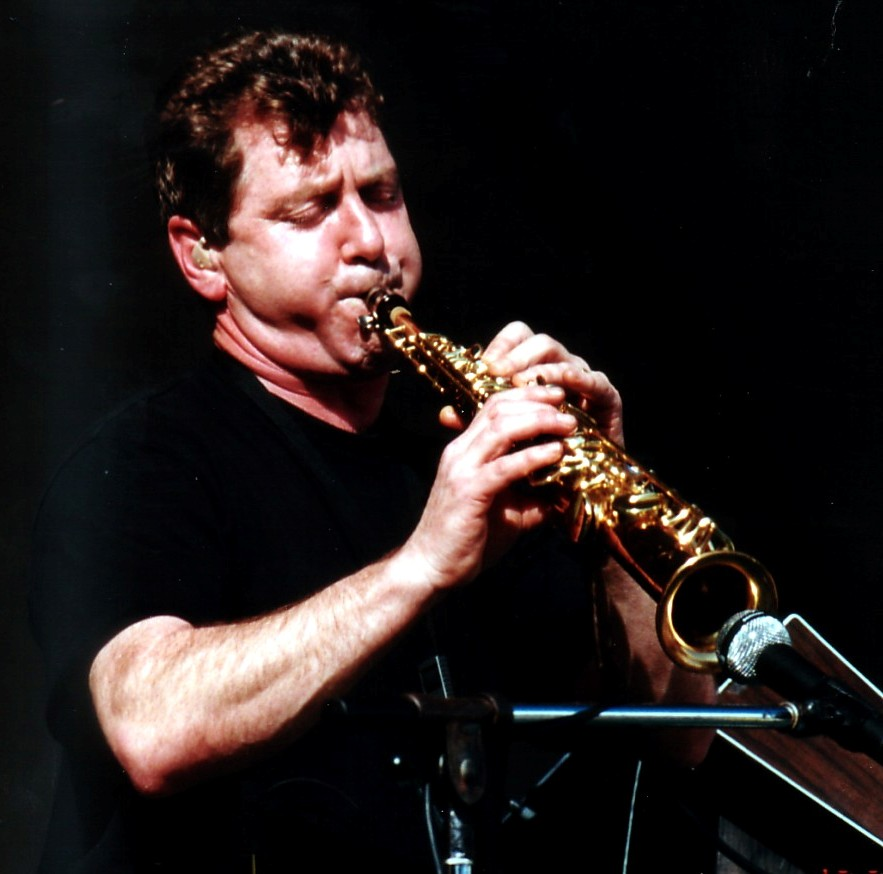
جی بکنشتاین در حال اجرا در پارک گلف استریم در هالاندیل بیچ واقع در فلوریدا.

استودیوی ضبط بیرتِرَکس (به انگلیسی: BearTracks Studios) یک مجموعه استودیوی ضبط در سوفرن، نیویورک بود که متعلق به جی بکنشتاین از اسپیرو گیرا بود و در اوایل دهه ۱۹۸۰ ساخته شد. این استودیو در جاده ۹۲۶ هورسترو در سافرن واقع شده بود، با این حال، استودیو اکنون بسته‌است. اعلام شد که بیرترکس اندکی پس از آنکه اسپایرو گیرا آلبوم Wrapped in a Dream را در سال ۲۰۰۶ به ثبت رساند، متوقف شد.
یک عکس تاریک و کم رنگ از ساختمانی که استودیو در آن قرارداشت را می‌توانید در تریکارد آلبوم دریم تیتر کلان‌شهر بخش ۲: صحنه‌هایی از یک خاطره مشاهده کنید.

## فعالان
- اسپایرو گیرا
- گوگو دالز
- دریم تیتر
- جاناتا بروک
- گابریلا آندرس
- فایرهوس
- لئون پارکر
- فیل رامون
- نیل راجرز
- مایکل باربییرو
- باری استموند
- اندی جونز
- الیوت شاینر
- جورج بنسون
- کریس باتی
- جولین لنون
- ماریا کری
- ولفگانگ هافنر
- جیسون مایلز
- باب جیمز
- جنیفر کیمبال
- بروس هرنزبی
- مارک اس. بری
- دیوید ویلکاکس
- کاساندرا ویلسون
- پتی لارکین
- آدام کوهن
- جو فرلا
- فارنر
- گیگولو آنتس
- کرک والوم
- هات تن
- چاک لوب
- دیوید کلیتون توماس
- د استوری
- رنه روزن
- یانی
- دیوید بروزا
- جاناتان باتلر
- گروه کر پسران هارلم
- چارلی هانتر
- د بند
- استرچ پرنسس
- جان آلاگیا
- گری مور
- ایمجنری رود
- درای کیل لاجیک
- ۱۰٬۰۰۰ منیاکس
- روزان کش
- پرایمر ۵۵
- دیز آو د نیو
- ایمچر
- ریچارد استولتزمن
- جودی کالینز
- ثریس
- سنکچری SA
- آنترکس
- H2O